# マルガレーテ・フォン・テューリンゲン
マルガレーテ・フォン・テューリンゲン（ドイツ語：Margarete von Thüringen, 1449年 - 1501年7月13日）は、ブランデンブルク選帝侯ヨハン・ツィーツェロの妃。

## 生涯
マルガレーテはチューリンゲン方伯ヴィルヘルム3世・フォン・ザクセンとアンナ・フォン・エスターライヒ（ローマ王アルブレヒト2世の娘）の娘である。
両親の結婚生活が破綻した後も、マルガレーテは父ヴィルヘルム3世と共に暮らし、ヴィルヘルム3世は娘の結婚交渉も行った。父の死後、チューリンゲン方伯領は従兄弟アルブレヒト3世とエルンストの手に渡った。両親の代わりにマルガレーテは祖父アルブレヒト2世の領地に対し権利を主張していたが、これは不首尾に終わった。しかし後に七年戦争の時、プロイセン王フリードリヒ2世は1757年2月にフランクフルトの議会において、マルガレーテの子孫であることを根拠にボヘミア王国に対する権利を主張した。
マルガレーテは1476年8月25日にベルリンで後にブランデンブルク選帝侯となるヨハン・ツィーツェロと結婚した。経済的な問題から結婚式は何度か延期された。マルガレーテの結婚財産は1492年になってようやく支払われた。
ヨハン・ツィーツェロは遺言で、マルガレーテに対しシュパンダウ、キュストリン、ヴリーツェン、ベツォー、リーベンヴァルデおよびザールムントを寡婦財産として約束し、シュパンダウ城を居城と定め、マルガレーテはそこに隠棲した。

## 子女
- 娘（1480年 - 1482年）
- ヴォルフガング（1482年）
- ヨアヒム1世（1484年 - 1535年） - ブランデンブルク選帝侯
- エリーザベト（1486年）
- アンナ（1487年 - 1514年） - デンマークとノルウェーの王フレゼリク1世と結婚
- ウルズラ（1488年 - 1510年） - メクレンブルク＝シュヴェリーン公ハインリヒ5世と結婚
- アルブレヒト（1490年 - 1545年） - マクデブルク大司教、マインツ大司教（選帝侯）、枢機卿